# Delsa Solórzano
Delsa Jennifer Solórzano Bernal (sinh ngày 15 tháng 11 năm 1971) là một luật sư và chính trị gia người Venezuela. Bà hiện là phó chủ tịch Quốc hội và chủ tịch Ủy ban Nghị viện Nội vụ, đồng thời là phó chủ tịch Ủy ban Nhân quyền Nghị viện của Liên minh Nghị viện.
Bà là phó chủ tịch đảng đối lập dân chủ xã hội Un Nuevo Tiempo, từ đó bà tách ra vào ngày 4 tháng 12 năm 2018. Bà cũng từng là phó chủ tịch Quốc hội Mỹ Latinh tại Giai đoạn 2011-2016. Cô đã kết hôn với luật sư Luis Izquiel và mẹ của một đứa trẻ.
Trong cuộc khủng hoảng tổng thống Venezuela năm 2019, bà đã làm việc về Luật ân xá cho tổng thống lâm thời Juan Guaido.